# Ctrl+Alt+Del
Cet article concerne le webcomic Ctrl+Alt+Del. Voir également Ctrl-Alt-Delete pour la combinaison de touches.

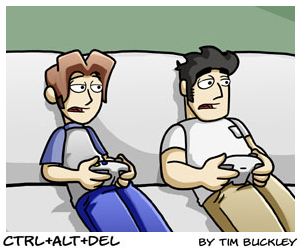
Ethan et Lucas.

Ctrl+Alt+Del (abrégé CAD) est une bande dessinée en ligne réalisée par Tim Buckley, aussi connu sur Internet sous le pseudonyme Absath. Le nom du webcomic fait référence à la combinaison de touches qui permet, entre autres, de redémarrer un système Microsoft Windows ou d'ouvrir une session.
La première planche est parue le 23 octobre 2002, et chaque semaine quatre nouvelles planches sont mises en ligne (lundi, mercredi, vendredi et samedi).
La bande dessinée met en scène un duo de passionnés de jeux vidéo, Ethan et Lucas. Rattachés à ces personnages, il y a Lilah, une joueuse professionnelle fiancée à Ethan, ainsi que Zeke (ou Ezekiel), le "x-bot". On pourra aussi rencontrer au fil des épisodes un utilisateur du système d'exploitation GNU/Linux dénommé Scott et son manchot de compagnie, Ted. Tous les six vivent ensemble.
Il y a également d'autres personnages non liés avec les précédents. Ceux-ci apparaissent sporadiquement dans des planches excluant les personnages réguliers. Mentionnons le Chef Brian, héros de brèves et absurdes histoires, ainsi que les quatre Players, tous violents à différents degrés.
Le 16 juillet 2007, la 1000e planche du webcomic est publiée.